# Robert Fulton (gubernator)
Robert Fulton (ur. 21 grudnia 1948) – generał, gubernator Gibraltaru od 27 września 2006 do 21 października 2009, oficer brytyjskiej Royal Marines, Rycerz Komandor Orderu Imperium Brytyjskiego.
Fulton kształcił się w Eton College i University of East Anglia. W 1972 wstąpił do Royal Marines. W latach 80. i 90. zajmował w jej strukturach wiele stanowisk, pnąc się po szczeblach kariery. W 1995 wziął udział w akcji UNPROFOR w Bośni i Hercegowinie. W 1996 ukończył kurs w studiów obronnych. W 1998 został generalnym komendantem marynarki królewskiej. W 2001 rozpoczął pracę w Ministerstwie Obrony, w 2003 został mianowany generałem.
27 września 2006 został mianowany gubernatorem Gibraltaru. 
Fulton jest również prezesem Królewskiego Marynarskiego Klubu Krykieta, Klubu Rugby oraz Stowarzyszenia Sportów Spadochronowych. Żonaty, ma dwóch synów.